# Крутий Лог (Топчихинський район)
Крутий Лог (рос. Крутой Лог) — село у складі Топчихинського району Алтайського краю, Росія. Входить до складу Кіровської сільської ради.

## Населення
Населення — 5 осіб (2010; 8 у 2002).
Національний склад (станом на 2002 рік):
- росіяни — 100 %